# Incheba

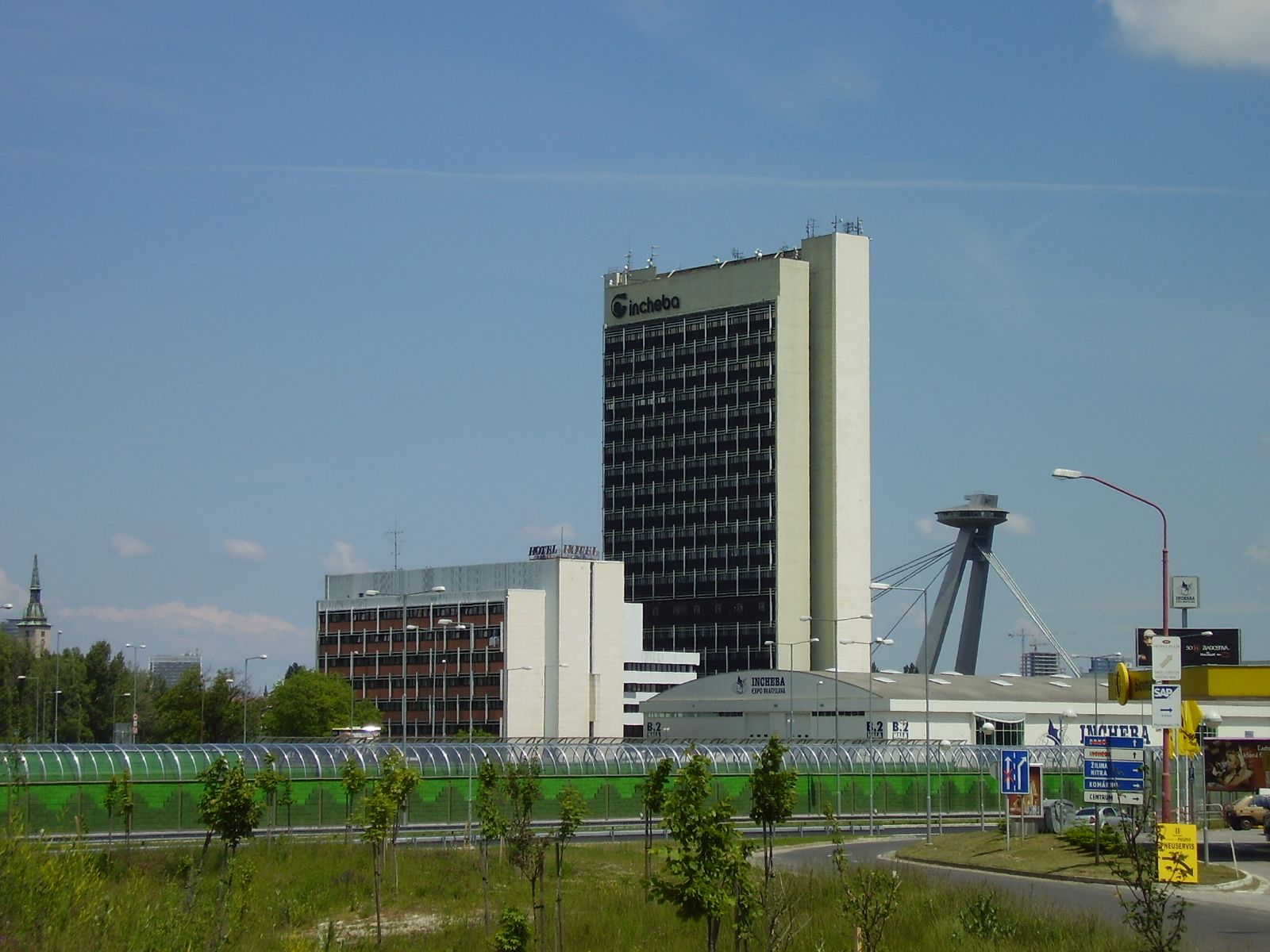
Výstavní areál Incheba

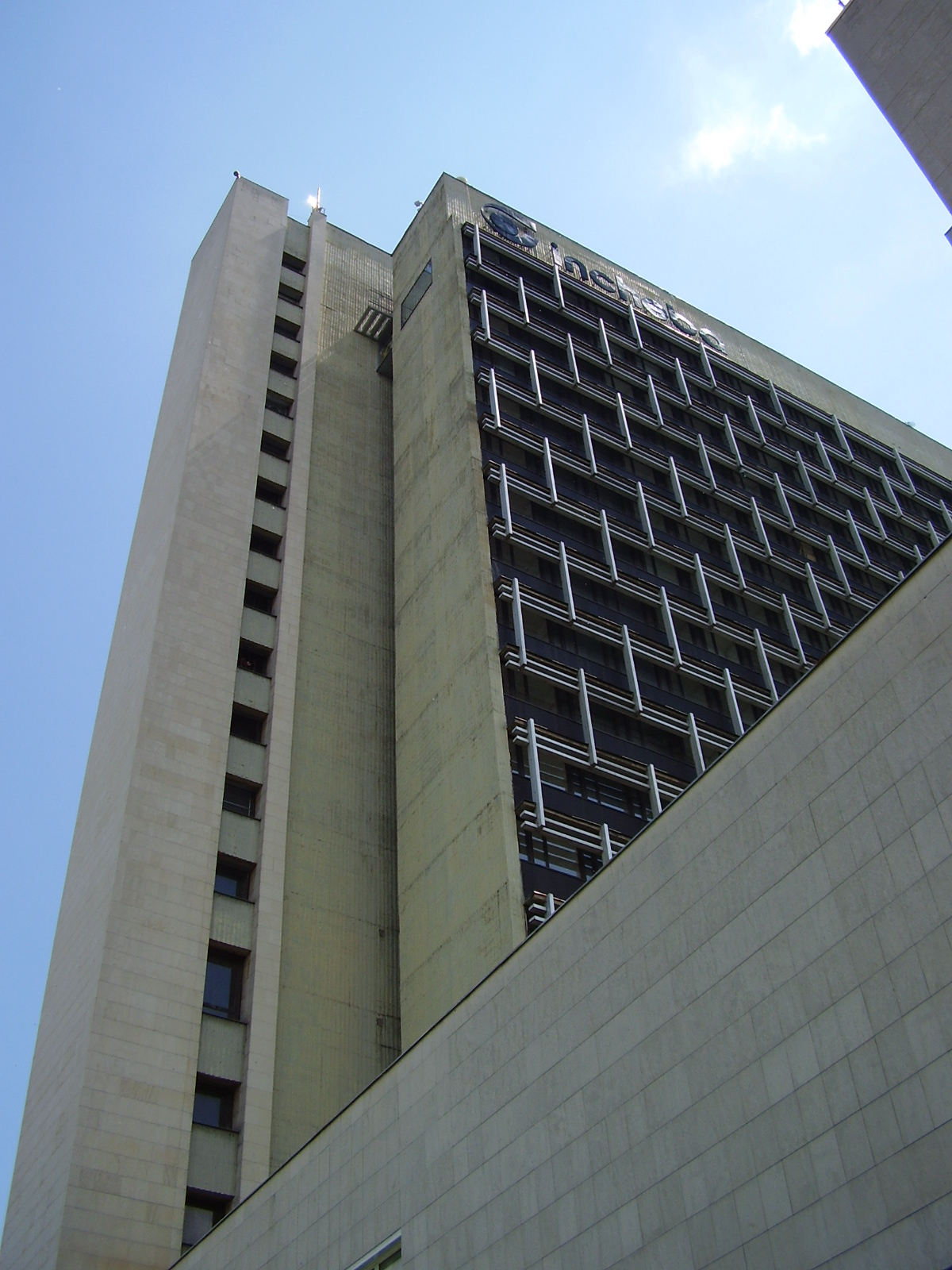
Výšková budova Incheba

Výstaviště Incheba Expo je největší výstavní komplex v Bratislavě. Nachází se na pravém břehu Dunaje, v největší bratislavské městské části Petržalka.
Projekt vytvořil architekt Vladimír Dedeček. V původním projektu se počítalo s tím, že komplex se stane základem nového centra města, počítalo se s velkou výstavbou a mnohými objekty, jakož i s přístavem na Dunaji. Celý projekt nebyl kvůli finanční náročnosti realizován, později byl přepracován a zrealizován v omezeném rozsahu.
Jméno Incheba je zkratkovým slovem anglického International Chemical Exhibition Bratislava.

## Lokalizace
Incheba se nachází na Einsteinově ulici, areál je ohraničen z jižní strany dálnicí spojující hraniční přechod s Rakouskem a Přístavní most uprostřed Einsteinovy ulice, z východní strany mostem SNP a Panonskou cestou, ze severní a západní strany Vídeňskou cestou.

## Vybavení
Areál Incheby disponuje několika velkými multifunkčními halami, pozemním parkovištěm s velkým počtem parkovacích míst, parkovištěm na prvním patře vedle jedné z hal, výškovou budovou a hotelem Incheba.

## Využití
Incheba je místem, kde se každoročně konají mnohé akce především kulturního, sportovního a společenského charakteru, například tenisové turnaje, veletrhy jako například Coneco a jiné.